# Argos Media Group
Argos Media Group (anteriormente Argos Comunicación) é uma produtora mexicana de conteúdos independentes para meios audiovisuais como televisão e cinema. Já produziu filmes como Backyard: El traspatio, Sexo, pudor y lágrimas e Hidalgo, la historia jamás contada no cinema e séries de televisão como Capadocia.
Suas propostas, no final dos anos 90, ajudaram a transformar o gênero da telenovela no México em séries de televisão, com produções como Nada personal e Mirada de mujer.
Fundada por Hernán Vera, Carlos Payán e Epigmenio Ibarra nos anos 90, atualmente é dirigida por Ibarra, que por muitos anos foi correspondente de guerra.
A Argos Comunicación conta com uma escola especializada, a CasAzul, que ensina programas na área de atuação e produção, assim como espaços de expressão artística.
A Argos Comunicación já produziu cinema, televisão e comerciais para empresas como Discovery Networks, HBO, TV Azteca, Telemundo, ESPN, Venevisión, RCTV, Disney Channel, Cadenatres, MTV Latinoamérica, Rede Globo e Imagen Televisión. Além disso, aluga estúdios de televisão.
Atualmente a ESPN Deportes aluga suas instalações, em tais estúdios são transmitidos programas como Fútbol Picante e SportsCenter (SC).